# Маккой, Уолтер
Уолтер Ли Маккой (англ. Walter Lee McCoy; род. 15 ноября 1958, Дейтона-Бич, Флорида) — американский легкоатлет, специалист по бегу на короткие дистанции. Выступал за сборную США по лёгкой атлетике в конце 1970-х — середине 1980-х годов, обладатель серебряной медали Игр доброй воли в Москве, чемпион Универсиады в Мехико, победитель и призёр первенств национального значения, участник летних Олимпийских игр в Лос-Анджелесе.

## Биография
Уолтер Маккой родился 15 ноября 1958 года в Дейтона-Бич, штат Флорида.
Показывал высокие результаты уже во время учёбы в местной старшей школе Seabreeze High School, в частности газета Orlando Sentinel называла его в числе лучших легкоатлетов-школьников Центральной Флориды всех времён. Продолжил спортивную карьеру в Университете штата Флорида, состоял в университетской легкоатлетической команде, с 1978 года регулярно принимал участие в различных студенческих соревнованиях, в том числе становился бронзовым призёром чемпионата Национальной ассоциации студенческого спорта (NCAA).
Будучи студентом, в 1979 году представлял США на Универсиаде в Мехико, где взял бронзу в индивидуальном беге на 400 метров и одержал победу в эстафете 4 × 400 метров.
Став третьим на национальном олимпийском отборочном турнире в Юджине, в 1980 году Маккой должен был принять участие в летних Олимпийских играх в Москве, однако Соединённые Штаты вместе с несколькими другими западными странами бойкотировали эти соревнования по политическим причинам. Вместо этого он выступил на альтернативном турнире Liberty Bell Classic в Филадельфии, завоевав золото в эстафете 4 × 400 метров. Впоследствии оказался в числе 461 спортсмена, кого за пропуск Олимпиады наградили Золотой медалью Конгресса США.
В 1981 году на Универсиаде в Бухаресте получил серебро на дистанции 400 метров и в эстафете 4 × 400 метров. На Кубке мира в Риме вместе с соотечественниками занял первое место в эстафете.
В 1982 году в беге на 400 метров победил на чемпионате США в помещении.
В 1984 году финишировал вторым на чемпионате США в Сан-Хосе — тем самым удостоился права защищать честь страны на домашних Олимпийских играх в Лос-Анджелесе. Участвовал в предварительном и полуфинальном забегах эстафеты 4 × 400 метров, тогда как в победном для американских спортсменов финале его заменили другим бегуном.
На Кубке мира 1985 года в Канберре вновь выиграл эстафету 4 × 400 метров.
В 1986 году стал бронзовым призёром на чемпионате США в Юджине. Отметился выступлением на впервые проводившихся Играх доброй воли в Москве, где занял четвёртое место в индивидуальном беге на 400 метров и выиграл серебряную медаль в эстафете 4 × 400 метров.
На чемпионате США 1988 года в Тампе вновь завоевал бронзовую награду на дистанции 400 метров.
Завершил спортивную карьеру по окончании сезонна 1989 года.
Впоследствии работал тренером по лёгкой атлетике в старшей школе в Ормонд-Бич, штат Флорида.